# إيجي أزيليا

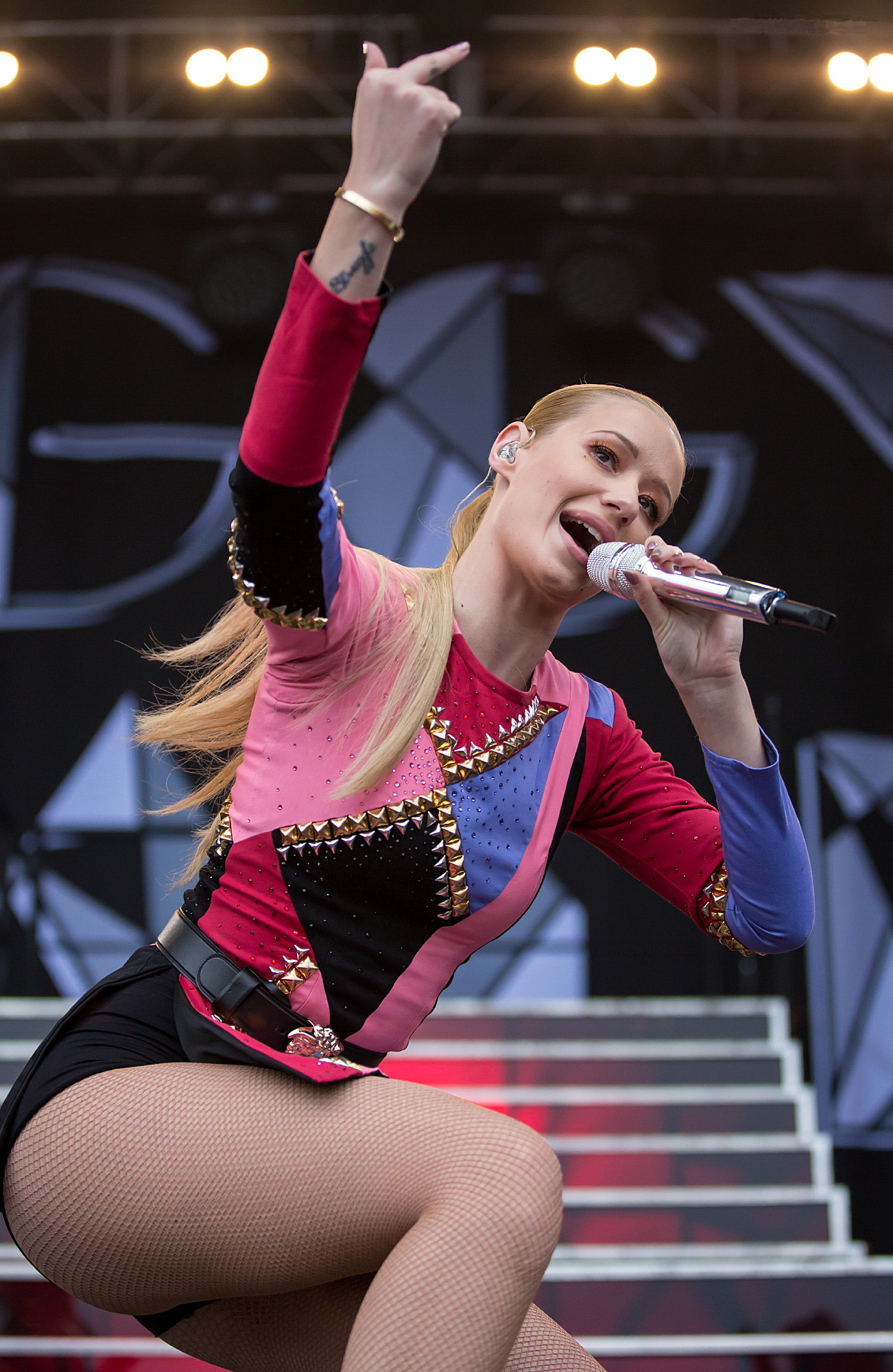
إيغي أزاليا في مهرجان ACL الموسيقي

أميثيست أميليا كيلي (بالإنجليزية: Amethyst Amelia Kelly) وتعرف باسم إيغي أزاليا (بالإنجليزية: Iggy Azalea) وهي مغنية راب وفنانة تسجيلات أُسترالية من مولومبيمبي من مقاطعة نيو ساوث ويلز في أستراليا ولدت في يوم 7 يونيو 1990 في مدينة سيدني في أستراليا تغني الراب والهيب هوب كانت في السابق عارضه ازياء والان هي من انجح مغنين الراب حيث ان أول البوم لها the new classic هو يعتبر من انجح البومات الراب في سنه 2014 حيث انه حاصل على شهاده Gold في الولايات المتحده مع مبيعات أكثر من 500,000، أغنية Fancy هي من انجح الاغاني في سنة 2014 حيث انها حاصله على المركز الأول في البيبلورد هوت 100 وهي أكثر أغنية راب لأنثى ضلت في المركز الأول وهي أكثر أغنية راب لانثى مشاهده في اليوتيوب حيث انها باعت 5 ملاين نسخه في الولايات المتحده و 6 ملاين عالمياً، الاغنيه مشاركه مع المغنه تشارلي اكس سي اكس وحيث انها انجح أغنية لها.
فـي 2016 إيغي طرحت أغنية من ألبومها القادم تسمى «فريق» لكن لم تروج لها كثيراً ؛ لاحقاً انفصلت عن خطيبها لاعب كرة السلة نيك يونغ بعد أن علمت أنه يقوم بخيانتها وربما ذلك أثر على ترويجها للألبوم القادم

## أغاني
قامت ايجي ازاليا بطرح العديد من الاغاني حيث يحتوي البوم الكلاسيك الجديد على خمس اغاني سنقل
- 2013 شغل
- 2013 ضربة
- 2013 غير حياتك
- 2014خيالي
- 2014 الارملة السوداء

و الالبوم أو ال ep المكمل «ريكلاسيفايد» فيه عدد اثنين سنقل
- 2014 التوسل اليه
- 2015 مشكلة
- 2015 بوتي
- 2016 فريق

## روابط خارجية
- إيجي أزيليا على موقع IMDb (الإنجليزية)
- إيجي أزيليا على موقع ميوزك برينز (الإنجليزية)
- إيجي أزيليا على موقع رولينغ ستون (الإنجليزية)
- إيجي أزيليا على موقع أول موفي (الإنجليزية)
- إيجي أزيليا على موقع أول ميوزيك (الإنجليزية)
- إيجي أزيليا على موقع ديسكوغز (الإنجليزية)
- إيجي أزيليا على موقع قاعدة بيانات الفيلم (الإنجليزية)
- إيجي أزيليا على موقع كينوبويسك (الروسية)